# Знатный холостяк
«Зна́тный холостя́к» (англ. The Adventure of the Noble Bachelor) — произведение из серии «Приключения Шерлока Холмса» Артура Конана Дойля. Впервые опубликовано в «Strand Magazine» в апреле 1892 года. На русский язык переведено Д. Г. Лифшиц.

## Сюжет
У лорда Роберта Сент-Саймона исчезает невеста. Венчание в церкви святого Георгия прошло мирно, но девушка исчезла во время банкета в особняке на Ланкастер-гейт. По мнению лорда, в день свадьбы невеста, мисс Хэтти Доран, родом из Сан-Франциско, была счастлива и строила планы по поводу их будущего брака. Сразу же после начала церемонии настроение будущей жены резко меняется. Единственное событие, которое вспомнил Сент-Саймон, — в церкви невеста уронила букет, который поднял и вернул ей незнакомый мужчина.
Некоторое время спустя, во время свадебного банкета, в дом попыталась проникнуть бывшая любовница лорда Сент-Саймона Флора Миллар, но её сразу же выгнали. Далее лорд Роберт слышал отрывок разговора Хэтти со служанкой, после этого невеста пропала. В ходе расследования полиция выловила из паркового пруда узел с подвенечным платьем и кольцом, бывшими на невесте в день свадьбы. Инспектор Лестрейд подозревает и арестовывает Флору Миллар как наиболее очевидную недоброжелательницу новобрачной.
Холмс, используя дедуктивный метод, разгадывает простую, на его взгляд, загадку. Он догадывается, что мисс Доран и незнакомец, который подал ей букет, Фрэнсис Х. Молтон, давно женаты. Сразу после свадебного обряда Фрэнсис уехал на поиски золота. Долгое время не имея о нем сведений, Хэтти Доран в конце концов прочла заметку о нападении индейцев на золотые прииски. Среди погибших был назван и её муж. Хэтти смирилась с этим и позже, увезенная отцом в Лондон, уступила ухаживаниям лорда Сент-Саймона и решила выйти за него замуж. Однако Фрэнк не был убит: он попал в плен к апачам, а затем бежал. Прибыв в Лондон как раз накануне свадьбы, разыскал жену только благодаря газетному объявлению о венчании. Не решившись на открытый скандал в церкви, он тихо привлек внимание невесты и передал записку, возвращая её букет. Супруги хотели тайно скрыться, чтобы избежать неловкой ситуации, но Холмс выследил их и убедил признаться Роберту Сент-Саймону. После их беседы в доме Холмса в присутствии Ватсона Холмс признаётся, что испытывает симпатию к американцам как нации и является сторонником объединения Британской империи и США в единое государство.

## Хронология
Согласно тексту рассказа, описываемые в нём события должны были произойти за несколько недель до женитьбы Ватсона на Мэри Морстен, то есть во второй половине 1888 года. Однако в рассказе годом рождения Сент-Саймона называется 1846 и при этом указывается его возраст — 41 год; в результате события рассказа должны были бы происходить в 1887 году, что вряд ли возможно. Возможно,  ему исполнится сорок два года  в этом году и тогда противоречие исчезнет.

## История публикаций
Рассказ был впервые опубликован на английском языке в британском журнале «Strand Magazine» в апреле 1892 года, месяцем позже вышел в США в журнале "Strand".

## Особенности
В рассказе Холмс признаётся в своём филоамериканизме — исследователи полагают, что автор вложил в уста своего героя собственные убеждения. Вместе с тем Конан Дойл не считал данный рассказ удачным и помещал его в нижнюю часть своего рейтинга рассказов и повестей  о Шерлоке Холмсе.

## Русские переводы
В 1907 году опубликован перевод, представляющий в настоящее время в основном историческую ценность.
В 1966 опубликован перевод Деборы Лившиц (в восьмитомнике Конан Дойла, выпущенном в рамках издания "Библиотеки журнала "Огонёк") . Перепечатан в 1983 году.